# Иванчины
Иванчины — русский дворянский род.
Восходит к началу XVII века. Иван Иванчин меньшой за московское осадное сидение[уточнить] при Шуйском был пожалован вотчиной. Род Иванчиных внесён в VI часть родословной книги Рязанской, Саратовской и Пензенской губерний.

## Описание герба
Щит разделён на четыре части, из коих в первой части. в красном поле, изображено серебряное сердце, копьём пронзенное (изм. польский герб Аксак). Во второй части, в голубом поле, большая серебряная четырёхугольная звезда, имеющая по сторонам по четыре маленьких серебряных же звезды и над ними дворянская золотая корона. В третьей части, в зелёном поле, крестообразно положены две золотых шпаги (изм. польский герб Пелец). В четвёртой части, в серебряном поле, ветвь с плодами. Щит увенчан дворянскими шлемом и короной. Нашлемник: три страусовых пера. Намёт на щите красный, подложенный серебром.
Герб рода Иванчиных внесён в Часть 6 Общего гербовника дворянских родов Всероссийской империи, стр. 80.

## Известные представители
- Иванчин Иван Ноздрунов - мещерский городовой дворянин (1627).
- Иванчин Семён Иванович - московский дворянин (1662-1677).
- Иванчин Тимофей Пантелеевич - московский дворянин (1677).
- Иванчины: Матвей Алексеевич и Лев Тимофеевич - стряпчие (1683-1693)[1].